# Linke Lowie
Linke Lowie (Italiaans: Filo Sganga) is een personage in een aantal verhalen met Donald Duck. Hij kwam voor het eerst voor in een Italiaans verhaal uit 1961 van Romano Scarpa, dat verscheen in Topolino. 
Lowie is een schnabbelaar, die op alle mogelijke manieren geld probeert te verdienen. Hoewel hij zeer slim is, heeft hij niet altijd succes in het zakenleven. Dit is duidelijk te zien aan zijn kleding. Af en toe lukt het Lowie echter om een slimme handel op te zetten. Dit gaat bijna altijd ten koste van de handel van Dagobert Duck, hetgeen tot conflicten leidt. In enkele verhalen bundelt Lowie zijn krachten met Brigitta om Dagobert een hak te zetten.
In oudere uitgaven gaat dit personage ook door het leven als Karel Kaalkop of Flip Florijn, waarschijnlijk doordat verschillende vertalers hem steeds een andere naam gaven.